# Christian und Joseph Cousins
Christian und Joseph Cousins (* 17. März 1983 im Orange County, Kalifornien) sind eineiige Zwillinge und ehemalige US-amerikanische Kinderdarsteller.
Die Cousins-Zwillinge standen das erste Mal 1988 gemeinsam in einer Episode von Ein Engel auf Erden vor der Kamera. 1990 spielten sie in Kindergarten Cop an der Seite von Arnold Schwarzenegger sowie 1991 in der Horrorkomödie Critters 3 – Die Kuschelkiller kommen.
Es folgten weitere Auftritte in Fernsehserien wie Eerie, Indiana, Harrys Nest und Unter der Sonne Kaliforniens, ehe beide Brüder sich im Teenager-Alter aus dem Schauspielbereich zurückzogen.